# Costanza di York

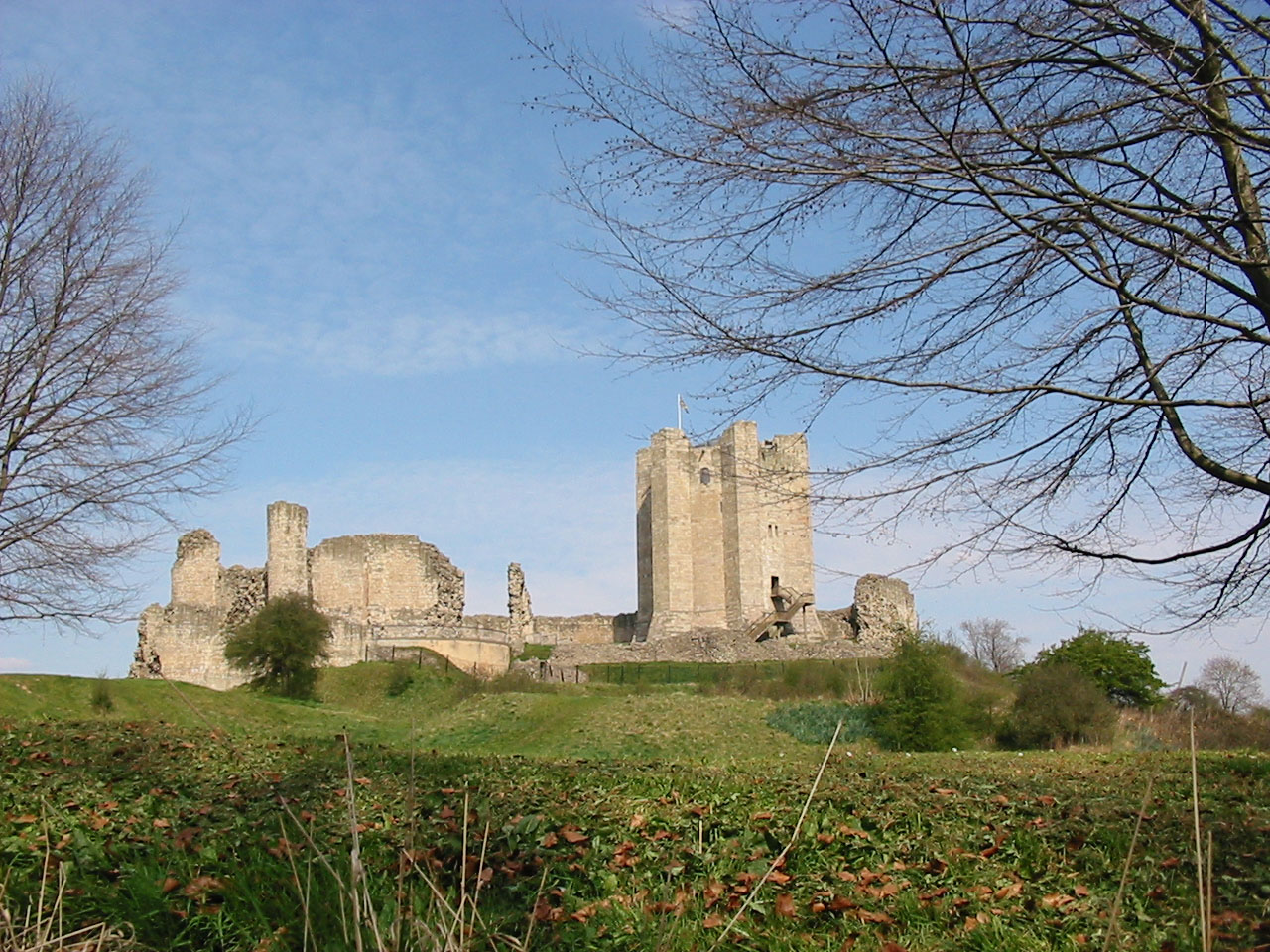
Il castello di Conisbrough, nello Yorkshire, dove nacque Costanza

Costanza di York (Conisbrough, 1374 – Reading, 28 novembre 1416) è stata una nobile inglese.

## Biografia
Era la secondogenita di Edmondo Plantageneto, I duca di York, e della prima moglie Isabella di Castiglia. Suo nonno materno era Pietro I di Castiglia mentre suo nonno paterno Edoardo III d'Inghilterra.

## Matrimonio
Sposò, il 7 novembre 1379, Thomas Le Despencer, I conte di Gloucester. Ebbero cinque figli:
- Elisabetta (1395-1398);
- Riccardo (1396–1414), quarto barone di Burghersh;
- Edoardo (1398), morto bambino;
- Ugo (1400–1401);
- Isabella (26 luglio 1400–27 dicembre 1439), sposò Richard de Beauchamp, I conte di Worcester.

Dopo la morte del marito, Costanza divenne l'amante di Edmondo Holland, IV conte di Kent (1382-1408), da cui ebbe una figlia illegittima, Eleanor Holland (1406-1459), che sposò James Tuchet, V barone Audley.

## Complotti contro Enrico IV
Suo marito venne nominato conte di Gloucester da Riccardo II, il 29 settembre 1397, ma dopo la sua deposizione e l'ascesa di Enrico IV, alcune delle sue terre furono sequestrate e gli venne tolto il titolo. Di conseguenza alla fine di dicembre del 1399, lui ed altri si unirono in una cospirazione, nota come la Rivolta dell'Epifania, per assassinare Enrico IV e ripristinare Riccardo II sul trono. Secondo una cronaca francese, il complotto venne tradito dal fratello di Costanza, Edoardo, tuttavia le cronache inglesi contemporanee non fanno menzione del presunto ruolo di Edoardo. Gloucester venne arrestato e decapitato il 13 gennaio 1400 a Bristol.

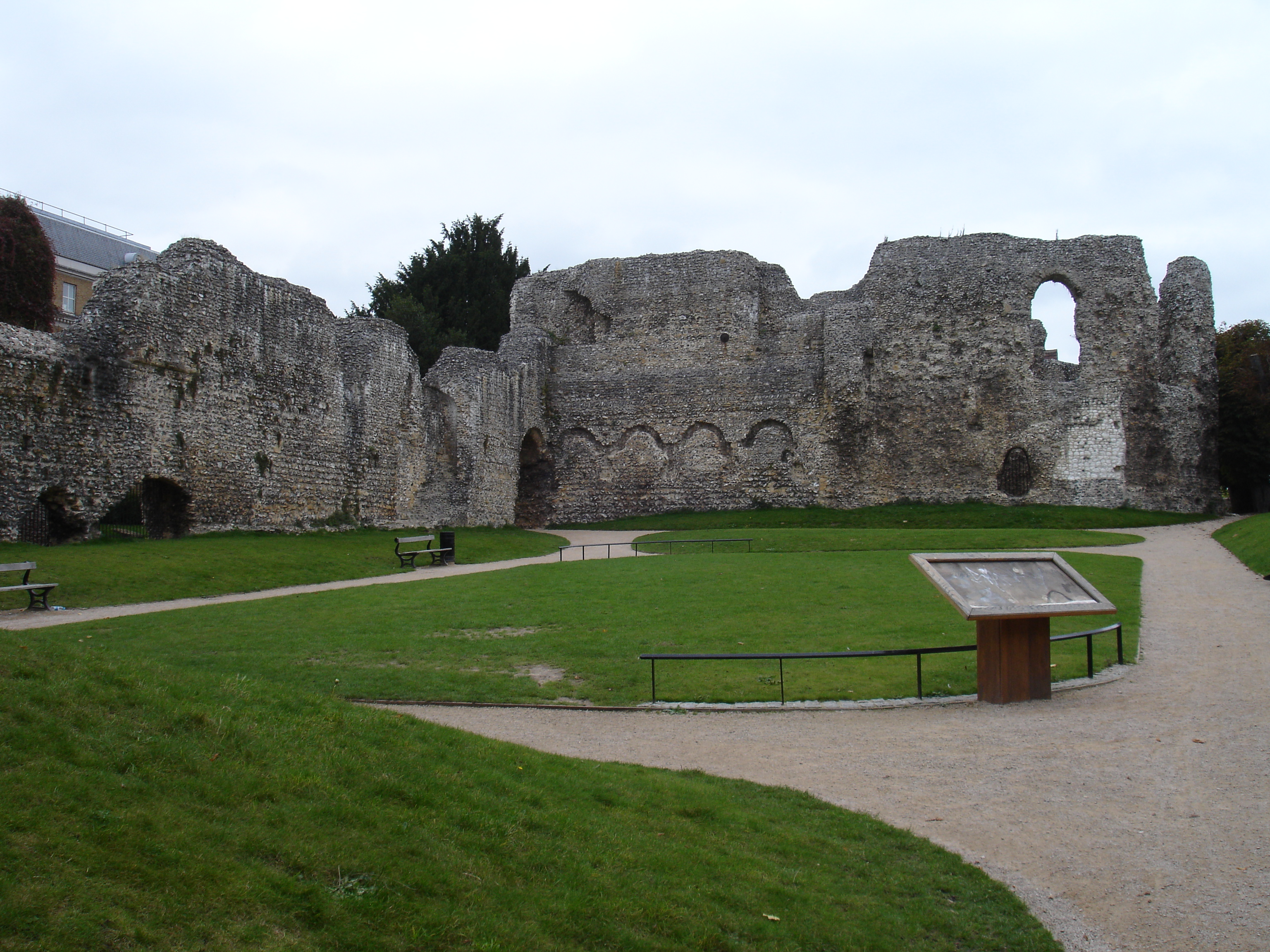
Abbazia di Reading

Durante la ribellione di Owain Glyndŵr, aiutò a far fuggire dal castello di Windsor il giovane Edmondo Mortimer, quinto conte March, rivale e pretendente al trono di Enrico IV.
Morì a Reading il 28 novembre 1416 e venne sepolta nell'Abbazia.

## Ascendenza
|                                      |                         |                                  | Genitori                  |  |  | Nonni |  |  | Bisnonni                 |  |  | Trisnonni               |  |
|                                      |                         |                                  |                           |  |  |       |  |  | Edoardo II d'Inghilterra |  |  | Edoardo I d'Inghilterra |  |
|                                      |                         |                                  |                           |  |  |       |  |  | Edoardo II d'Inghilterra |  |  | Edoardo I d'Inghilterra |  |
|                                      |                         | Eleonora di Castiglia            |                           |  |  |       |  |  | Edoardo II d'Inghilterra |  |  |                         |  |
| Edoardo III d'Inghilterra            |                         |                                  |                           |  |  |       |  |  | Edoardo II d'Inghilterra |  |  |                         |  |
|                                      |                         | Isabella di Francia              | Filippo IV di Francia     |  |  |       |  |  |                          |  |  |                         |  |
|                                      |                         | Isabella di Francia              | Filippo IV di Francia     |  |  |       |  |  |                          |  |  |                         |  |
|                                      |                         | Isabella di Francia              | Giovanna I di Navarra     |  |  |       |  |  |                          |  |  |                         |  |
| Edmondo Plantageneto, I duca di York |                         | Isabella di Francia              |                           |  |  |       |  |  |                          |  |  |                         |  |
|                                      |                         | Guglielmo I di Hainaut           | Giovanni I di Hainaut     |  |  |       |  |  |                          |  |  |                         |  |
|                                      |                         | Guglielmo I di Hainaut           | Giovanni I di Hainaut     |  |  |       |  |  |                          |  |  |                         |  |
|                                      |                         | Guglielmo I di Hainaut           | Filippa di Lussemburgo    |  |  |       |  |  |                          |  |  |                         |  |
| Filippa di Hainaut                   |                         | Guglielmo I di Hainaut           |                           |  |  |       |  |  |                          |  |  |                         |  |
|                                      |                         | Giovanna di Valois               | Carlo di Valois           |  |  |       |  |  |                          |  |  |                         |  |
|                                      |                         | Giovanna di Valois               | Carlo di Valois           |  |  |       |  |  |                          |  |  |                         |  |
|                                      |                         | Giovanna di Valois               | Margherita d'Angiò        |  |  |       |  |  |                          |  |  |                         |  |
| Costanza di York                     |                         | Giovanna di Valois               |                           |  |  |       |  |  |                          |  |  |                         |  |
|                                      | Alfonso XI di Castiglia | Ferdinando IV di Castiglia       |                           |  |  |       |  |  |                          |  |  |                         |  |
|                                      | Alfonso XI di Castiglia | Ferdinando IV di Castiglia       |                           |  |  |       |  |  |                          |  |  |                         |  |
|                                      | Alfonso XI di Castiglia | Costanza del Portogallo          |                           |  |  |       |  |  |                          |  |  |                         |  |
| Pietro I di Castiglia                | Alfonso XI di Castiglia |                                  |                           |  |  |       |  |  |                          |  |  |                         |  |
|                                      |                         | Maria del Portogallo             | Alfonso IV del Portogallo |  |  |       |  |  |                          |  |  |                         |  |
|                                      |                         | Maria del Portogallo             | Alfonso IV del Portogallo |  |  |       |  |  |                          |  |  |                         |  |
|                                      |                         | Maria del Portogallo             | Beatrice di Castiglia     |  |  |       |  |  |                          |  |  |                         |  |
| Isabella di Castiglia                |                         | Maria del Portogallo             |                           |  |  |       |  |  |                          |  |  |                         |  |
|                                      |                         | Giovanni Diego Garcia de Padilla | …                         |  |  |       |  |  |                          |  |  |                         |  |
|                                      |                         | Giovanni Diego Garcia de Padilla | …                         |  |  |       |  |  |                          |  |  |                         |  |
|                                      |                         | Giovanni Diego Garcia de Padilla | …                         |  |  |       |  |  |                          |  |  |                         |  |
| Maria di Padilla                     |                         | Giovanni Diego Garcia de Padilla |                           |  |  |       |  |  |                          |  |  |                         |  |
|                                      |                         | Maria Fernández de Henestrosa    | …                         |  |  |       |  |  |                          |  |  |                         |  |
|                                      |                         | Maria Fernández de Henestrosa    | …                         |  |  |       |  |  |                          |  |  |                         |  |
|                                      |                         | Maria Fernández de Henestrosa    | …                         |  |  |       |  |  |                          |  |  |                         |  |
|                                      |                         | Maria Fernández de Henestrosa    |                           |  |  |       |  |  |                          |  |  |                         |  |